# Jaguar XK (X150)
La Jaguar XK (X150) è un'autovettura coupé di grandi dimensioni, prodotta dalla casa automobilistica inglese Jaguar dal 2006 al 2014.
Si tratta della seconda generazione dell'omonima coupé.

## Il contesto

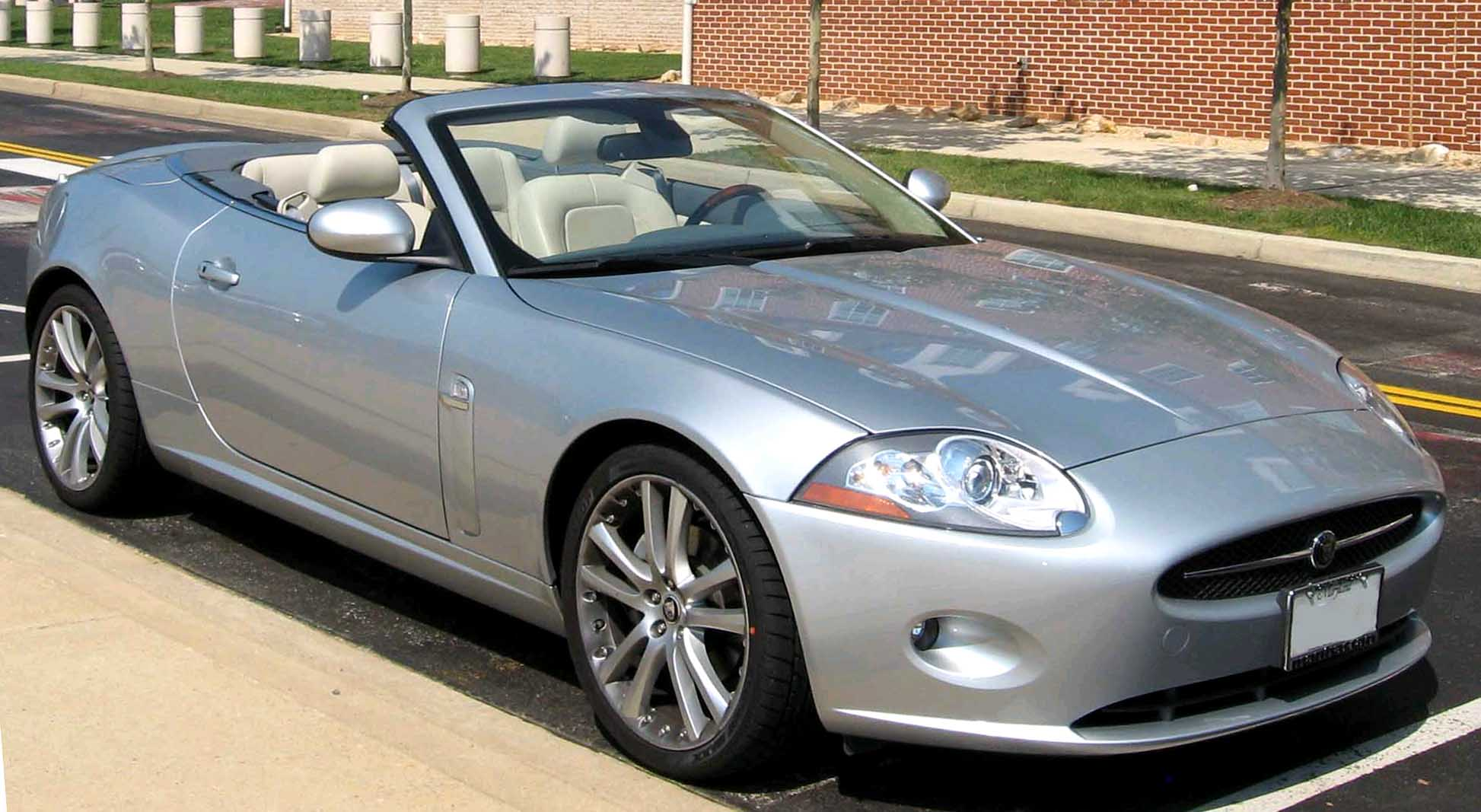
Una Jaguar XK Cabriolet

Al Salone dell'automobile di Francoforte del 2005, Jaguar presentò una versione nuova della XK coupé, senza più l'8. La versione cabriolet, invece, venne presentata al Salone di Detroit del 2006.
Disegnata da Ian Callum (autore anche di alcune Aston Martin), utilizza sia il telaio che la carrozzeria in alluminio come la XJ per risparmiare e ridurre il peso.
Le motorizzazioni al lancio sono composte da un 3.5 V8 da 256 CV che rappresenta la versione di ingresso, poi c'è un 4.2 litri V8 da 298 CV e infine lo stesso motore potenziato a 416 CV equipaggia la versione R.

## Evoluzione
Nel 2009 le precedenti motorizzazioni vengono sostituite da unità più performanti e più adatte al blasone del marchio. Viene introdotto un 5.0 litri V8 che nella versione aspirata (ora entry-level in gamma) eroga 385 CV e in quella sovralimentata 510 CV, quest'ultima in particolare equipaggia la versione R.
La produzione della seconda serie è terminata nel 2014, senza che ne sia stata presentata una nuova serie.

### Jaguar XKR-S

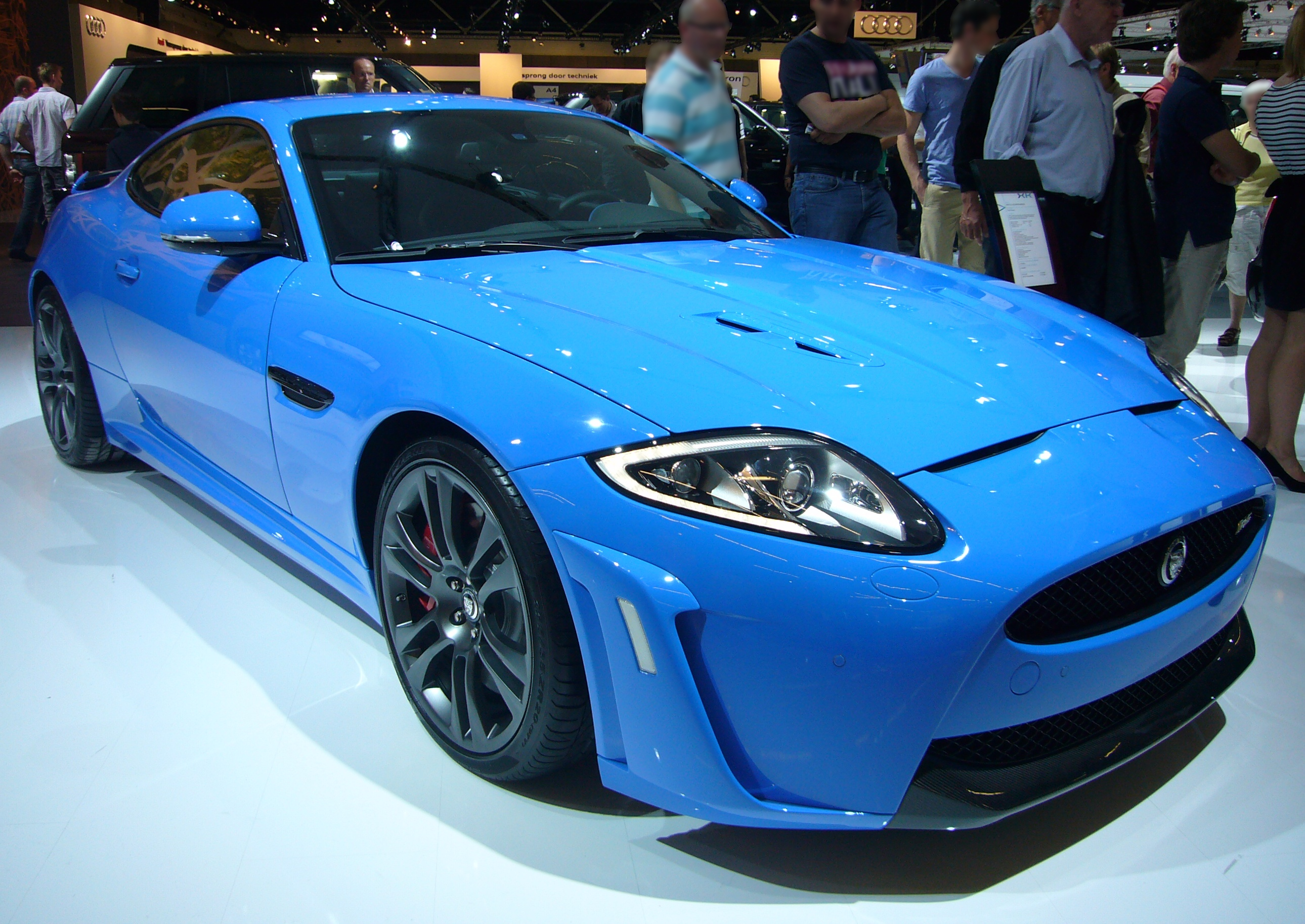
Una Jaguar XKR-S

Nel 2011 al Salone dell'automobile di Ginevra è stata presentata la Jaguar XKR-S in versione coupé, con lo stesso motore della XKR, ma ancora più sportiva nel telaio e nell'estetica. È una versione speciale che guadagna lo scettro di vettura più potente mai prodotta dal marchio del Giaguaro. Il 5.0 litri V8 sovralimentato è stato infatti portato a 550 CV e 680 N m di coppia massima, sufficienti a toccare i 300 km/h di velocità massima, passando da 0 a 100 km/h in 4,4 secondi.
La nuova punta di diamante della gamma XK è riconoscibile per la nuova veste aerodinamica con appendici fisse di grandi dimensioni e prese d'aria aggiuntive, ma introduce anche il nuovo taglio dei fari anteriori che ha successivamente debuttato sull'intera gamma della XK restyling. Anche l'assetto è completamente rivisto grazie alla riprogrammazione del sistema Adaptive Dynamics, per esaltare piacere di guida e maneggevolezza della potente coupé inglese. Il cambio è un automatico a sei rapporti.
Al Salone dell'automobile di Los Angeles del 2011 viene presentata la versione a tetto aperto della XKR-S, ovvero la XKR-S Convertible: dotata dello stesso motore della XKR-S Coupé, come la sorella a tetto chiuso anche questa vettura garantisce prestazioni di alto livello, raggiungendo la velocità di 300 km/h, mentre l'accelerazione da 0 a 100 km/h avviene in 4,4 secondi. La capote, rivestita di materiali fonoassorbenti, si apre e si ripiega in 18 secondi ed è stata testata alle massime velocità.

### Restyling 2011

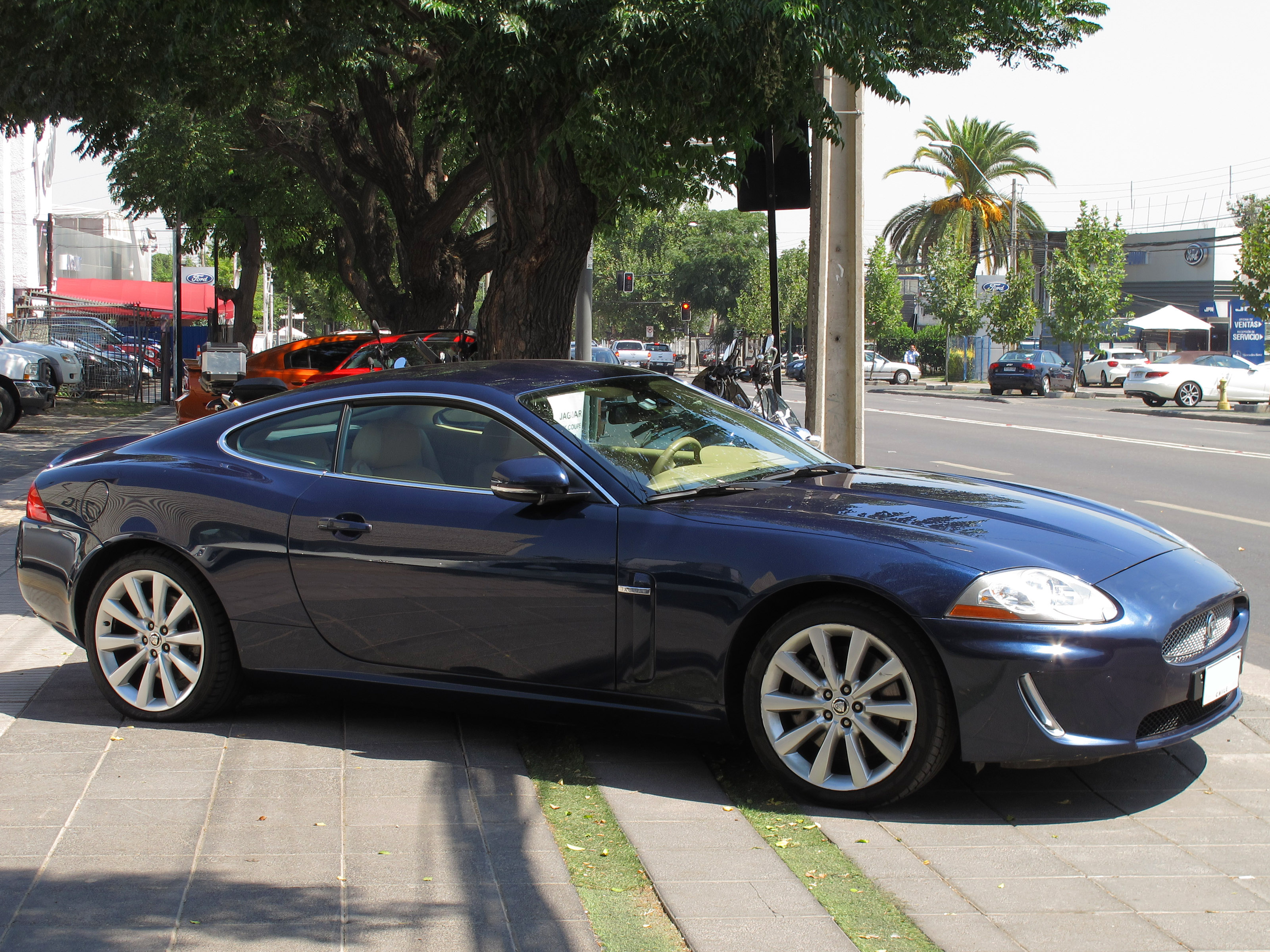
Una Jaguar XK restyling 2011

Al Salone dell'automobile di New York del 2011 è stato presentato il restyling della Jaguar XK, un leggero maquillage che lievemente intacca e ringiovanisce l'aspetto estetico della coupé sportiva e della derivata cabriolet di lusso (Jaguar XK Convertible).
Le novità sono molto leggere, molto discrete: la nuova Jaguar XK restyling può essere riconosciuta attraverso i gruppi ottici anteriori (introdotti con la XKR-S presentata a Ginevra 2011), che ora hanno una forma ancora più morbida e che contengono una serie di LED per l'illuminazione diurna, e la nuova fascia paraurti anteriore-inferiore, attraverso i gruppi ottici posteriori, che ora sono stati dotati di una nuova morfologia grazie all'introduzione di LED, e il portellone posteriore, leggermente rivisto, attraverso la feritoia che si trova appena successivamente il passaruota anteriore (che, da sportiva in posizione verticale, è divenuta elegante in posizione orizzontale).
All'interno dell'abitacolo della nuova Jaguar XK, la casa automobilistica ha introdotto nuovi rivestimenti, una nuova tipologia di illuminazione dello spazio abitativo (soffusa, di colore blu), una nuova tipologia di sedili sportivi (optional) e alcuni nuovi comandi. La nuova Jaguar XK restyling, inoltre, può essere scelta con inediti cerchi in lega sportivi (con misure comprese tra 18 e 20 pollici) e con inedite colorazioni.

## Versioni speciali

### Jaguar XKR Black Pack

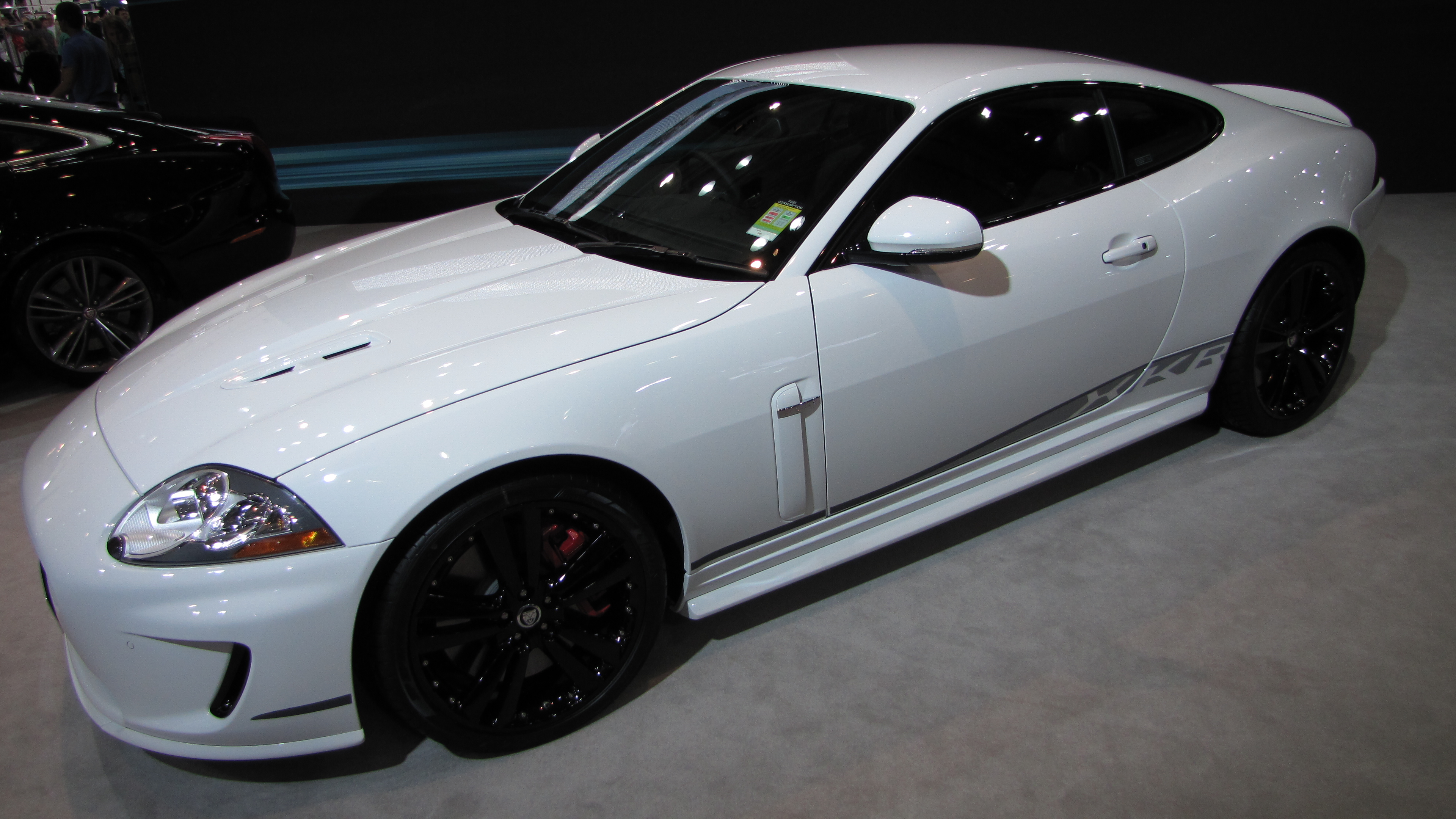
Jaguar XKR Black Pack

Al Salone dell'automobile di Ginevra del 2010 la Jaguar ha presentato il pacchetto di miglioramento estetico Black Pack per la XKR di seconda generazione. Il pacchetto comprende 3 nuove colorazioni (Ultimate Black, Polaris White e Salsa Red), decalcomanie XKR sulle fiancate, cerchi in lega da 20" Kalimnos in nero lucido, pinze dei freni rosse, griglie anteriori e prese d'aria laterali nero lucide, spoiler posteriore più largo e interni in pelle in tinta charcoal abbinati a rivestimenti in alluminio o legno.

### Jaguar XKR-S GT

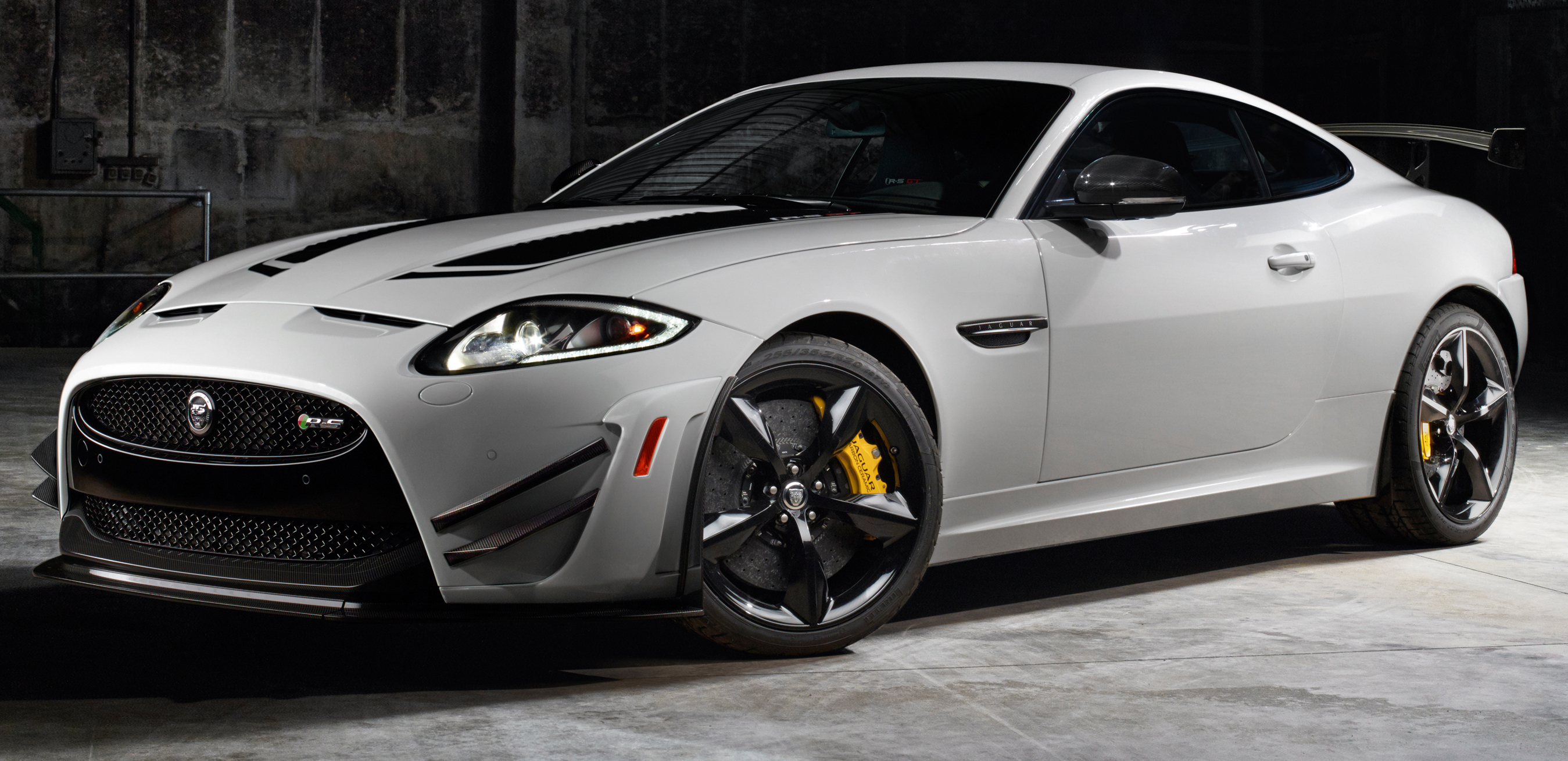
Una Jaguar XKR-S GT

Poco prima dell'inizio del salone automobilistico di New York del 2013, la Jaguar ha presentato una versione speciale della XKR-S limitata a 30 modelli e denominata XKR-S GT. Essa mantiene il propulsore V8 5,0 litri con compressore volumetrico da 550 CV e la trasmissione automatica a sei marce della XKR-S, mentre la carrozzeria presenta alcuni elementi di diversa conformazione che richiamano il mondo delle competizioni automobilistiche. Di questo fanno parte uno splitter frontale in fibra di carbonio che sporge di 60 millimetri davanti al nuovo paraurti, piccoli flap laterali in carbonio, passaruota maggiorati per migliorare il flusso dell'aria, impianti di raffreddamento aggiuntivi, nuovi sfoghi d'aria sul cofano motore, un diffusore posteriore in fibra di carbonio e un'ala posteriore che genera 145 kg di carico aerodinamico. Migliorata l'accelerazione da 0 a 100 km/h, che passa da 4,2 a 3,9 secondi.

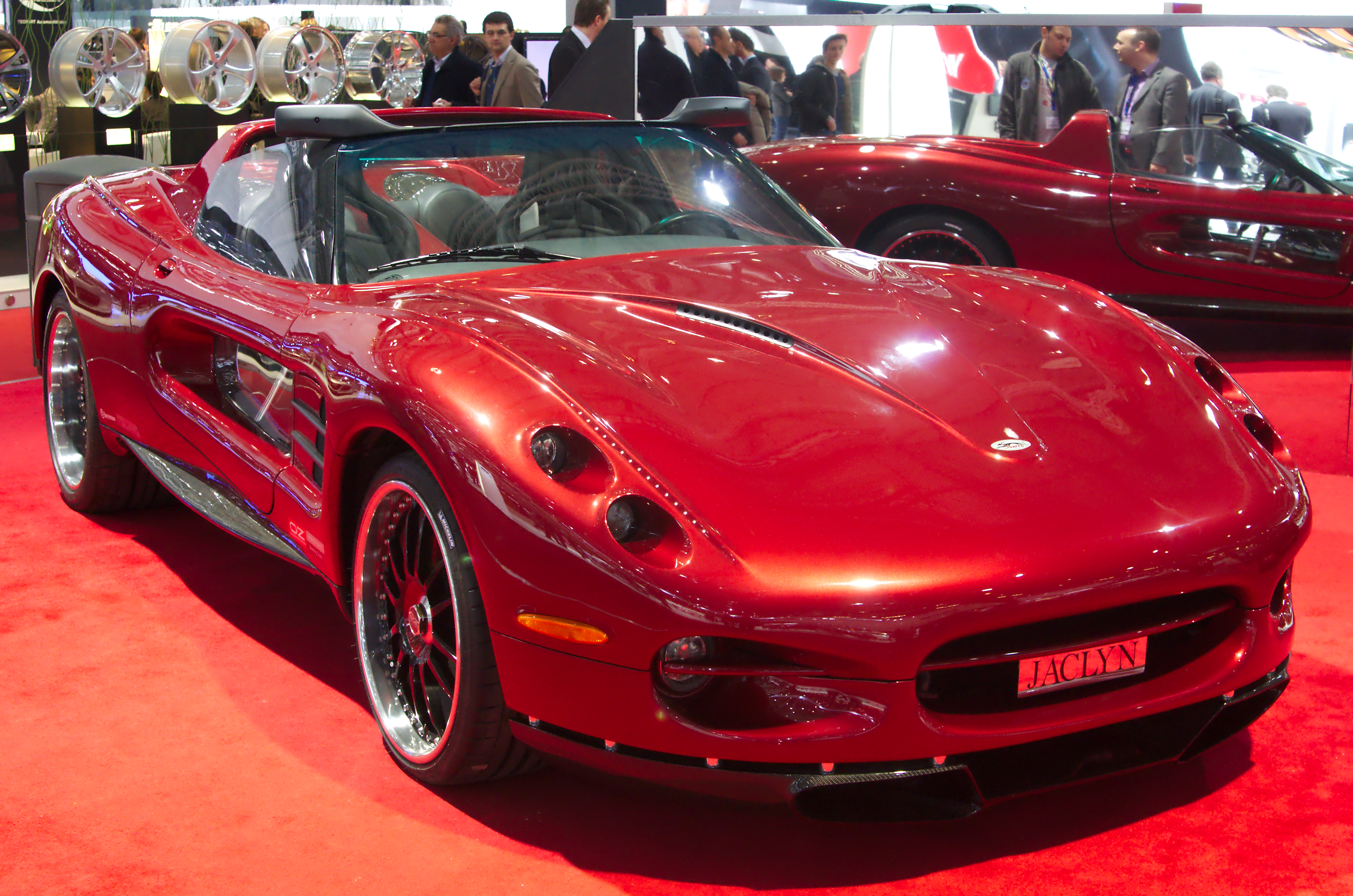
La Sbarro Jaclyn

Oltre alle aggiunte aerodinamiche, la vettura offre anche modifiche meccaniche quali nuovi bracci di sospensione anteriore e posteriore, montanti, cuscinetti delle ruote, freni a disco carboceramici, ammortizzatori regolabili irrigiditi, cerchi in lega da 20' in pneumatici Pirelli Corsa e un design del telaio posteriore ispirato alla nuova XKR.

### Sbarro Jacliyn
Impiegando come base la Jaguar XK di seconda generazione, il designer svizzero Franco Sbarro ha realizzato la Jacliyn per un acquirente statunitense residente in Svizzera. Traendo la propria denominazione dalla figlia di quest'ultimo, la vettura è stata rielaborata in configurazione roadster e ha subito una rielaborazione anche del design. L'originale propulsore britannico è stato sostituito con un Ford V8 Supercharged dalla potenza di 400 CV gestito da un cambio automatico. La carrozzeria era realizzata in poliestere.

## Motorizzazioni
| Modello                   | Disponibilità | Motore  | Cilindrata (cm³) | Potenza         | Coppia max (Nm) | Emissioni CO2 (g/Km) | 0–100 km/h (secondi) | Velocità max (Km/h) | Consumo medio (Km/l) |
| Coupé 3.5 V8 aut.         | 2006-2008     | Benzina | 3555             | 188 kW (256 CV) | 335             | 269                  | 7.6                  | 243                 | 8.5                  |
| Coupé 4.2 V8 aut.         | 2006-2008     | Benzina | 4196             | 219 kW (298 CV) | 420             | 269                  | 6.2                  | 250                 | 8.8                  |
| Coupé R 4.2 V8 aut.       | 2006-2008     | Benzina | 4196             | 306 kW (416 CV) | 560             | 294                  | 5.2                  | 250                 | 8.1                  |
| Coupé 5.0 V8 aut.         | 2009-2014     | Benzina | 4999             | 283 kW (385 CV) | 515             | 264                  | 5.5                  | 250                 | 8.9                  |
| Coupé R 5.0 V8 S/C aut.   | 2009-2014     | Benzina | 4999             | 375 kW (510 CV) | 625             | 292                  | 4.8                  | 250                 | 8.1                  |
| Coupé R-S 5.0 V8 S/C aut. | 2011-2014     | Benzina | 4999             | 404 kW (550 CV) | 680             | 292                  | 4.4                  | 300                 | 8.1                  |

## La XK nelle competizioni
Nel 2010, il team britannico Rocketsports Racing, Inc, di proprietà del pilota e imprenditore Paul Gentilozzi, decise di iscrivere alla ALMS e alla 24 Ore di Le Mans una versione GT2 della Jaguar XKR di seconda serie.
L'intera carrozzeria della vettura è stata realizzata in alluminio, mentre il propulsore è un V8 da 5000 cm³ erogante 550 CV a 7000 giri accoppiato secondo lo schema transaxle a un cambio sequenziale Hewland. Gli pneumatici sono stati forniti dalla Yokohama.